# サリー・リトル
サリー・リトル（Sally Little、1951年10月12日生まれ）は南アフリカ生まれのプロゴルファー。1971年にLPGAツアーに参戦し、生涯でメジャー大会2勝を含む15の大会で優勝した。2016年には南アフリカ殿堂に女子ゴルファーとして初めて登録された。

## 私生活
ケープタウンで生まれた。1982年8月に米国市民権を獲得した。

## アマチュアでの成績
1970年の世界アマチュアチーム選手権 (World Amateur Team Championship) において個人最良スコアを記録し、また同じ年に南アフリカマッチプレー選手権およびストロークプレー選手権に優勝した。1971年のレディーカーリングオープンにはアマチュアで出場し5位タイの成績をおさめた。

## プロでの成績
1971年に LPGA ツアーに参戦し、その年の LPGA ルーキーオブザイヤーに選ばれた。プロとしての初勝利は1976年の女子インターナショナル (Women's International) だった。最終日の最終ホールでグリーンサイドのバンカーからのショットが直接カップインし、1打差でジャン・スティーブンソンに競り勝った。
ベストシーズンは1982年で、賞金ランキング3位となった。通算で15勝し、この中には1988年のデュモーリエと1980年の全米女子プロの2勝が含まれている。1989年には米国ゴルフ作家協会のベンホーガン賞 (Ben Hogan Award) を受賞。翌2000年はLPGA誕生50周年に当たり、「LPGAプレーヤーおよびティーチャー トップ50」の一人に選ばれた。

## プロでの勝利

### LPGAツアー（15勝）
| レジェンド                     |
| LPGAツアーメジャー大会（2勝）  |
| その他のLPGAツアー大会（13勝） |

| 番号 | 日付          | 大会名                                          | 優勝スコア               | 2位との差  | 2位(タイ)                                   |
| ---- | ------------- | ----------------------------------------------- | ------------------------ | ---------- | ------------------------------------------- |
| 1    | 1976年5月9日  | 女子インターナショナル                          | −7（71-69-71-70 = 281）  | 1打        | ジャン・スティーブンソン                    |
| 2    | 1978年3月19日 | キャスリン・クロスビー/ホンダシビッククラシック | −6（77-70-70-65 = 282）  | プレーオフ | ナンシー・ロペス                            |
| 3    | 1979年3月4日  | ベントツリークラシック                          | −10（72-67-72-67 = 278） | 2打        | ナンシー・ロペス                            |
| 4    | 1979年8月20日 | バースクラシック                                | −8（68-69-71 = 208）     | 1打        | パット・ブラッドリー                        |
| 5    | 1979年9月9日  | コロンビアセービングズクラシック                | −7（66-71-72 = 209）     | 2打        | ベス・ダニエル ジュディ・ランキン           |
| 6    | 1980年6月8日  | 全米女子プロ                                    | −3（69-70-73-73 = 285）  | 3打        | ジェーン・ブラロック                        |
| 7    | 1980年7月27日 | WUIクラシック                                   | −4（69-71-69-75 = 284）  | 4打        | エイミー・オルコット ベス・ダニエル         |
| 8    | 1981年2月8日  | エリザベス・アーデン・クラシック                | −5（71-72-72-68 = 283）  | プレーオフ | ジョアン・カーナー ジュディ・ランキン       |
| 9    | 1981年3月2日  | オリンピアゴールドクラシック                    | −4（71-71 = 142）        | 1打        | ロリ・ガルバッチ キャシー・ウィットワース   |
| 10   | 1981年5月3日  | CPCウィメンズインターナショナル                 | -1（73-71-73-70 = 287）  | プレーオフ | ホリス・ステーシー キャシー・ウィットワース |
| 11   | 1982年3月15日 | オリンピアゴールドクラシック                    | −4（75-74-69-70 = 288）  | 2打        | ドナ・ホワイト                              |
| 12   | 1982年4月4日  | ナビスコダイナショアインビテーショナル          | −10（76-67-71-64 = 278） | 3打        | サンドラ・ヘイニー ホリス・ステーシー       |
| 13   | 1982年5月9日  | ユナイテッドバージニアバンククラシック          | −11（72-69-67 = 208）    | プレーオフ | キャシーウィットワース                      |
| 14   | 1982年7月18日 | メイフラワークラシック                          | −13（71-66-70-68 = 275） | 5打        | ベス・ダニエル                              |
| 15   | 1988年7月3日  | デュモーリエクラシック                          | −9（74-65-69-71 = 279）  | 1打        | ローラ・デービース                          |

注：リトルはメジャー大会に昇格する前のナビスコダイナショアインビテーショナル（現在はクラフトナビスコ選手権と呼ばれる）に優勝している。
LPGAツアープレーオフ記録（4勝2敗）
| 番号 | 年     | 大会名                                          | 対戦相手                                    | 結果                                                 |
| ---- | ------ | ----------------------------------------------- | ------------------------------------------- | ---------------------------------------------------- |
| 1    | 1978年 | キャスリン・クロスビー/ホンダシビッククラシック | ナンシー・ロペス                            | 1ホール目パーで勝利                                  |
| 2    | 1981年 | エリザベスアーデンクラシック                    | ジョアン・カーナー ジュディ・ランキン       | 3ホール目パーで勝利 カーナーは2ホール目パーで脱落    |
| 3    | 1981年 | CPCウィメンズインターナショナル                 | ホリス・ステーシー キャシー・ウィットワース | 1ホール目バーディーで勝利                            |
| 4    | 1982年 | アリゾナカッパークラシック                      | 岡本綾子                                    | 2ホール目岡本がバーディーで敗北                      |
| 5    | 1982年 | ユナイテッドバージニアバンククラシック          | キャシー・ウィットワース                    | 1ホール目バーディーで勝利                            |
| 6    | 1986   | 全米女子オープン                                | ジェーン・ゲディス                          | 18ホールのプレーオフで敗北（ゲデス：71、リトル：73） |

## メジャー大会

### 勝利（2勝）
| 年     | 大会                   | 優勝スコア              | 2位との差 | 2位(タイ)            |
| ------ | ---------------------- | ----------------------- | --------- | -------------------- |
| 1980年 | LPGAチャンピオンシップ | −3（69-70-73-73 = 285） | 3打       | ジェーン・ブラロック |
| 1988年 | デュモーリエクラシック | −9（74-65-69-71 = 279） | 1打       | ローラ・デービース   |

## チーム出場
アマチュア
- エスピリトサントトロフィー（南アフリカ代表）： 1970年

プロ
- ハンダカップ（ワールドチーム代表）：2007、2009、2010、2011、2012（タイ）